# Croatia Open Umag 2016
Croatia Open Umag 2016 — тенісний турнір, що проходив на ґрунтових кортах у місті Умаг, Хорватія з 18 липня. Належав до категорії ATP World Tour 250, був турніром серії Відкритий чемпіонат Хорватії з тенісу 2016 року.

## Фінальна частина

### Одиночний розряд
Фабіо Фоніні —  Андрей Мартін 6–4, 6–1

### Парний розряд
Мартін Кліжан /  Давід Марреро —  Нікола Мектич /  Антоніо Шанчич 6–4, 6–2